# Symplocos okinawensis
Symplocos okinawensis är en tvåhjärtbladig växtart som beskrevs av Jinzô Matsumura. Symplocos okinawensis ingår i släktet Symplocos och familjen Symplocaceae. Inga underarter finns listade i Catalogue of Life.